# Carex tangulashanensis
Carex tangulashanensis är en halvgräsart som beskrevs av Y.C.Yang. Carex tangulashanensis ingår i släktet starrar, och familjen halvgräs. Inga underarter finns listade i Catalogue of Life.